# Поздняки (Московская область)
Поздняки́ — деревня в Шатурском муниципальном районе Московской области. Входит в состав городского поселения Шатура. Население — 48 чел. (2013).

## Расположение
Деревня Поздняки расположена в западной части Шатурского района, расстояние до МКАД порядка 116 км. Высота над уровнем моря 135 м.

## Название
В письменных источниках деревня упоминается как Навольнева, Позняки, Новольново, Навольное и позднее Поздняки.
Название связано с некалендарным личным именем Поздняк.

## История
Впервые упоминается в писцовой Владимирской книге В. Кропоткина 1637—1648 гг. как деревня Навольнева Шатурской волости Владимирского уезда. Деревня принадлежала Юрию Васильевичу Биреву.
Последними владельцами деревни перед отменой крепостного права были помещики Печерин и Харин.
После отмены крепостного права деревня вошла в состав Старо-Василевской волости.
После Октябрьской революции 1917 года был образован Поздняковский сельсовет, в который вошла деревня Поздняки. В 1923 году сельсовет находился в составе Красновской волости Егорьевского уезда Московской губернии.
В 1925 году Поздняковский сельсовет был упразднён, а деревня Поздняки вошла в состав Велинского сельсовета.
В ходе реформы административно-территориального деления СССР в 1929 году вновь образован Поздняковский сельсовет в составе Шатурского района Орехово-Зуевского округа Московской области.
В 1954 году Поздняковский сельсовет упразднён, а деревня Поздняки передана Петровскому сельсовету.

## Население
| 1859 | 1868 | 1885 | 1905 | 1926 | 1931 |
| ---- | ---- | ---- | ---- | ---- | ---- |
| 162  | ↗208 | ↗243 | ↗325 | ↗411 | ↗628 |
| 1970 | 1993 | 2002 | 2006 | 2010 | 2011 |
| ↘138 | ↘74  | ↘16  | ↗20  | ↗33  | ↗45  |
| 2013 |      |      |      |      |      |
| ↗48  |      |      |      |      |      |